# Nohup

nohup — UNIX-утилита, запускающая указанную команду с игнорированием сигналов потери связи (SIGHUP). Таким образом, команда будет продолжать выполняться в фоновом режиме и после того, как пользователь выйдет из системы. Если стандартным выводом (stdout) команды является терминал, то он и стандартный вывод ошибок (stderr) перенаправляются с добавлением в файл «nohup.out» в текущем каталоге; если это невозможно сделать, то перенаправление происходит в файл «$HOME/nohup.out». Если и это невозможно сделать, то команда не запускается совсем.
При создании файлов «nohup.out» или «$HOME/nohup.out» команда nohup устанавливает им атрибуты доступа только для владельца этих файлов (группа и остальные пользователи не имеют прав доступа к этим файлам). Если же эти файлы уже существуют, то их права доступа не изменяются.
nohup не переводит автоматически команду в фоновый режим; пользователь должен сделать это явным образом, завершив командную строку символом «&».

## Использование
- nohup команда [аргумент…]